# 利島康司
利島 康司（としま こうじ、1941年6月11日 - 2025年7月17日）は、日本の経営者。安川電機社長、会長を務めた。福岡県出身。

## 来歴・人物
福岡県立小倉高校を経て、1964年に慶應義塾大学法学部法律学科を卒業し、同年に安川電機製作所(のちの安川電機)に入社した。1992年9月に理事に就任。1995年にロボット事業部長に就任し、年間15億円の赤字をだすロボット事業部を黒字に変えた。取締役、常務、専務を経て、2004年3月に社長に就任した。2010年6月に会長に就任した。2013年6月に特別顧問に就任し、2023年に退任。
社外では、在九州フィンランド名誉領事館名誉領事、一般社団法人日本ロボット工業会会長、北九州商工会議所会頭、福岡県行政改革審議会会長などを務める。
2018年4月に旭日中綬章を受章。
2025年7月17日、老衰のため死去した。84歳没。

## テレビ番組
- 日経スペシャル カンブリア宮殿 「ロボットで世界一をめざせ！ ～"ロボット社長"が語る若手社員の育て方～」（2009年2月9日、テレビ東京）- 安川電機 社長として出演[4]。

## 書籍

### 著書
- 『私の経営学(3)』（著者:畑中利元 坂根正弘 東哲郎 石田隆一 利島康司）（2012年9月1日、商工中金経済研究所）ISBN 9784904735121